# Шина Андреева
 Шина Андреева Иванова е българска партизанка и деятелка на Комунистическата съпротива във Вардарска Македония.

## Биография
Родена е на 7 февруари 1918 година в смолянското село Арда. Основното образование завърша в родното си село, а гимназия завършва в Райково. През 1942 година заминава за Скопие и заедно със съпруга си Коце Стоянов се включват в съпротивителното движение, като партизани във Втора македонска ударна бригада. Загива в сражение на 17 април 1944 година край кавадарското село Клиново.